# ルイス・オーモンド
ルイス・オーモンド（Lewis Ormond、1994年2月5日 - ）は、プロD2スタッド・オーリヤコワ・カンタル・オーヴェルニュに所属するラグビーユニオン選手。

## プロフィール
- ニュージーランド・ハウェラ出身[1]。
- ポジションはウィング(WTB)、センター(CTB)、フルバック(FB)。
- 身長 195cm、体重 100kg

## 略歴
2016年、リオ五輪の7人制ニュージーランド代表に選ばれた。
サウスランドを経て、2021年、オーリヤックに加入。 